# Хавиржов
Хавиржов (на чешки: Havířov; на полски: Hawierzów; на немски: Hauerau) е град в Източна Чехия в Моравско-силезки край. Населението му е Havířov жители (по приблизителна оценка към 1 януари 2018 г.), а площта му е 32,07 км². Намира се на 260 м н.в.. Пощенският му код е 736 01.

## Побратимени градове
- Харлоу, Англия
- Колено, Италия
- Ястшембе-Здруй, Полша
- Мажейкяй, Литва
- Пайде, Естония
- Омиш, Хърватия